# Scauri
Scauri is een plaats (frazione) in de Italiaanse gemeente Minturno.